# Zagrađe (gmina Berane)
Zagrađe (cyr. Заграђе) – wieś w Czarnogórze, w gminie Berane. W 2011 roku liczyła 221 mieszkańców.